# Маса Фермана
Маса Фермана (итал. Massa Fermana) насеље је у Италији у округу Фермо, региону Марке.
Према процени из 2011. у насељу је живело 544 становника. Насеље се налази на надморској висини од 288 м.

## Становништво
| 1936. | 1951. | 1961. | 1971. | 1981. | 1991. | 2001. | 2011. |
| ----- | ----- | ----- | ----- | ----- | ----- | ----- | ----- |
| 1.443 | 1.503 | 1.357 | 1.184 | 1.065 | 976   | 970   | 1.002 |